# Грейс Пак
Грейс Пак (англ. Grace Park, кор. 박민경, 朴祉垠, Пак Мінгьон; нар.. 14 березня 1974, Лос-Анджелес, Каліфорнія, США) — американо-канадська актриса корейського походження. Найбільш відома за ролями Шерон Валері в серіалі «Зоряний крейсер „Галактика“» 2004 року і офіцера Коно Калакауа в серіалі «Гаваї 5.0» 2010 року. Від 2018 року знімається в телесеріалі «Мільйон дрібниць» у ролі Кетрін Кім.

## Біографія
Батьки Грейс (ім'я якої корейською звучить як Мінгьон) емігрували з Південної Кореї до США, і перші 22 місяці її життя пройшли в Лос-Анджелесі. У 1976 році сім'я переїхала до канадського Ванкувера, де незабаром у Грейс з'явилася сестра.
Закінчила середню школу Magee Secondary School в 1992 році, має науковий ступінь у галузі психології в Університеті Британської Колумбії. Кілька місяців відвідувала університет Енсе в Сеулі.

### Кар'єра
Почала свою кар'єру в рекламі і модельному бізнесі, щоб оплачувати навчання в коледжі. Після закінчення університету вона планувала зайнятися архітектурою, але вирішила спробувати професію актриси і майже відразу ж отримала помітну роль у канадському телесеріалі для підлітків «Еджмонт», де знімалася з 2001 по 2005 рік.
Серед телевізійних робіт Грейс Пак епізодичні ролі в багатьох серіалах, таких як «За межею можливого», «Темний ангел», «Джейк 2.0», «Зоряна брама SG-1» (епізод «Тренувальний полігон»), а також одні з головних ролей у серіалах «Зоряний крейсер „Галактика“» та «Гаваї 5.0».
У 2006 році журнал Maxim помістив Грейс Пак на 93-е місце в списку найбільш привабливих жінок у сфері кіно, телебачення і музики (2006 Hot 100).
Пак виконала одну з головних ролей у корейській кримінальній драмі Майкла Кенго «West 32nd», прем'єра якої відбулася 25 квітня 2007 року на Tribeca Film Festival.
Брала участь у навчальних семінарах американська мережевої компанії NXIVM.

### Особисте життя
У 2004 році Грейс вийшла одружилась із забудовником Філом Кімом, корейцем, який проживає в Канаді. Весілля відбулася в Мехіко після трирічних заручин. У жовтні 2013 року в них народився син.
Грейс Пак володіє англійською та корейською, а також французькою і кантонською мовами.

## Фільмографія
| Рік         |    | Українська назва                  | Оригінальна назва           | Роль                                  |
| ----------- | -- | --------------------------------- | --------------------------- | ------------------------------------- |
| 2000        | ф  | Ромео повинен померти             | Romeo Must Die              | азійська танцівниця                   |
| 2000 — 2001 | с  | Безсмертний                       | The Immortal                | Міккіко                               |
| 2001 — 2005 | с  | Еджмонт                           | Edgemont                    | Шеннон Нг                             |
| 2001        | с  | Зоряна брама: SG-1                | Stargate SG-1               | лейтенант Саттерфілд                  |
| 2001        | с  | За межею можливого                | The Outer Limits            | Сачко                                 |
| 2001        | с  | Темний ангел                      | Dark Angel                  |                                       |
| 2003        | с  | Зоряний крейсер «Галактика»       | Battlestar Galactica        | Шерон Валері                          |
| 2003 — 2004 | с  | Джейк 2.0                         | Jake 2.0                    | Френ Йошида                           |
| 2004        | с  | Андромеда                         | Andromeda                   | лікарка Керол-26                      |
| 2004        | с  | Мертва зона                       | The Dead Zone               | подружка нареченої                    |
| 2004 — 2009 | с  | Зоряний крейсер «Галактика»       | Battlestar Galactica        | Шерон Валері / Шерон Агатон / Вісімка |
| 2007        | тф | Зоряний крейсер «Галактика»: Лезо | Battlestar Galactica: Razor | Шерон Агатон / Вісімка                |
| 2007        | ф  | West 32nd                         | West 32nd                   | Ліла Лі                               |
| 2008 — 2009 | с  | Чистильник                        | The Cleaner                 | акання                                |
| 2008 — 2010 | с  | Кордон                            | The Border                  | Ліз Карвер                            |
| 2010        | с  | Жива мішень                       | Human Target                | Єва Хан                               |
| 2010 — 2017 | с  | Гаваї 5.0                         | Hawaii Five-0               | Коно Калакауа                         |
| 2018        | ф  | Потвори                           | Freaks                      | агент Рей                             |
| 2018 — 2023 | с  | Мільйон дрібниць                  | A Million Little Things     | Кетрін Кім                            |